# Richard Burton
Richard Burton (nacido como Richard Walter Jenkins Jr.; Pontrhydyfen, Gales, 10 de noviembre de 1925-Céligny, Suiza, 5 de agosto de 1984) fue un actor británico, nominado en siete ocasiones al premio Óscar. Conocido por su voz grave y su mirada penetrante, se estableció como un actor formidable de Shakespeare en la década de 1950 —fue llamado «el sucesor natural de Laurence Olivier»—, y dio una interpretación memorable de Hamlet en 1964. Debido a su gran rango actoral, lograba imprimir, con suma facilidad, fuerza y pasión a sus personajes, dando una verosimilitud a lo que actuaba. Es considerado como uno de los actores más importantes de su generación y de la historia.
Pese a no lograr un premio Óscar, logró ganar diferentes premios del cine como dos premios BAFTA, dos Globo de Oro, dos premios David de Donatello a mejor actor extranjero, así como el Festival de Cine de Taormina y el Semana Internacional de Cine de Valladolid a mejor actor.
En el teatro también logró diversos premios como el premio Tony a mejor actor en una obra musical, por Camelot, y el Theatre World Award por la obra The Lady's Not for Burning (1951).

## Primeros años y carrera artística
Burton nació como Richard Walter Jenkins Jr. el 10 de noviembre de 1925 en la aldea de Pontrhydyfen (Gales) y creció en la pobreza con muchos de sus hermanos y hermanas. Criado como presbiteriano, con la ayuda de su profesor vocacional, Philip H. Burton (quien lo adoptó legalmente), sobresalió desde muy temprano en producciones teatrales de la escuela. Fue en este tiempo cuando comenzó a desarrollar la distintiva voz de discurso que se convertiría en su sello, siendo animado por Philip (quien trabajaba también como productor de radio de la BBC) a perder su acento galés. Hasta el día de hoy, muchos estudiantes de interpretación tratan de imitar el estilo de Burton para la locución, alabado por los críticos de todo el mundo.
Hay un mito extendido, quizá animado o aún auspiciado por algunos de los miembros de su familia de clase media: que Richard Burton «ganó una beca para Oxford a los dieciséis años», pero que rechazó después de seis meses. Los hechos, según lo registrado por el mismo Burton en su autobiografía y en el libro Richard y Philip, que él coescribió, son los siguientes: a la edad de dieciséis años, lo obligaron a salir de la escuela y encontrar trabajo como vendedor. Su profesor anterior, Philip Burton, reconociendo su talento, lo adoptó y le permitió volver a la escuela. En 1943, a los dieciocho años, se le permitió a Richard Burton (quien había tomado el apellido de su profesor) entrar en la Exeter College en Oxford durante solo seis meses. Después se alistó en el ejército para participar en la Segunda Guerra Mundial.

### Inicios
En la década de 1940 y los comienzos de los años 50, Burton trabajó en el teatro y en el cine del Reino Unido. Antes de servir en la guerra como navegante aéreo con la Royal Air Force (Real Fuerza Aérea) había hecho su debut profesional en Liverpool, apareciendo en una obra teatral llamada Rest of the Druid (El descanso del druida), pero su carrera fue interrumpida por su reclutamiento en 1944.
Mientras realizaba su primera película, The Last Days of Dolwyn en 1947, conoció a su primera esposa, la joven actriz Sybil Williams, con la que se casó en febrero de 1949. 
En el año de su unión con Sybil, Burton apareció en una producción bastante acertada llamada The Lady's Not For Burning, junto a sir John Gielgud.

### Hollywood y Broadway
En 1952, Burton pasó con éxito la transición a estrella de Hollywood, apareciendo en My Cousin Rachel junto a Olivia de Havilland, trabajo por el que sería nominado al premio Óscar al mejor actor de reparto. Al año siguiente, rodó La túnica sagrada con Jean Simmons, por la que sería nuevamente nominado, y después insistió en hacer papeles históricos al encarnar a Alejandro Magno en Alejandro el Grande, dirigido por Robert Rossen.
En 1954, interpretó su papel de radio más famoso, como el narrador de la producción original de Dylan Thomas Under Milk Wood, un papel que representaría veinte años después en su adaptación al cine.
Entre sus películas más conocidas destacan Las lluvias de Ranchipur, Mirando hacia atrás con ira (dirigida por Tony Richardson), El día más largo, La noche de la iguana (dirigida por John Huston), El espía que surgió del frío, Ana de los mil días (con Geneviève Bujold, por la que ambos fueron nominados al Óscar de la Academia), Equus (dirigida por Sidney Lumet, y que le valió un Globo de Oro y otra candidatura a la estatuilla) y cuatro películas con su segunda esposa Liz Taylor: Cleopatra, The Sandpiper (Castillos en la arena, 1965), La mujer indomable (1967; adaptación de La fierecilla domada de William Shakespeare, dirigida por Franco Zeffirelli) y Who's Afraid of Virginia Woolf? (¿Quién teme a Virginia Woolf?). Por esta última, Burton volvió a ser nominado al Óscar. En toda su carrera, sumó siete nominaciones al premio, sin llegar a ganarlo nunca.
Mejor suerte tuvo Richard Burton en los escenarios de Broadway: en 1960 coprotagonizó con Julie Andrews el musical Camelot, que alcanzó un formidable éxito de taquilla y le proporcionó un premio Tony.
En 1964 tanto Richard Burton como Peter O'Toole fueron nominados, cada uno por separado, al Óscar como mejor actor por sus respectivas actuaciones en Becket, de Peter Glenville. Todavía no había ocurrido el precedente de un Óscar compartido, como años después con Katharine Hepburn y Barbra Streisand quienes empataron por sus interpretaciones respectivas en El león en invierno y Funny Girl, y a ambas se les concedió la codiciada estatuilla. En este caso y para tristeza de sus respectivos fanes, el Óscar al mejor actor no se le adjudicó a ninguno de los dos, sino a Rex Harrison por su papel en My Fair Lady. 
En 1969 Burton y Rex Harrison rodaron una atrevida tragicomedia de temática gay: La escalera, dirigida por Stanley Donen. Interpretaron a una pareja de peluqueros homosexuales, envueltos en situaciones desagradables al ser acusados de escándalo a la moral. Esta película no pudo estrenarse en España hasta 1976 y tuvo limitada difusión, en parte entorpecida por la viuda de Burton; en 2011 fue recuperada.

### Últimos años
Tras algunas producciones de menor interés, como Barba Azul (1972) con Raquel Welch, una secuela de El exorcista (1977) y Alarma: catástrofe (1978), en 1983 Burton encarnó a Richard Wagner en una lujosa producción, con Vanessa Redgrave, Ralph Richardson, Laurence Olivier y John Gielgud. Esta filmación se pensó para su proyección en cines, pero debido a su larga duración (ocho horas) se montó y difundió como serie televisiva. 
Burton también participó en la miniserie Ellis Island, sobre los emigrantes europeos que llegaban a Nueva York. Aquí tuvo por partenaire a Faye Dunaway; por este trabajo ambos fueron candidatos a un Globo de Oro, pero solo ella lo ganó.
Finalmente, poco antes de morir, interpretó al personaje de O'Brien en la película británica 1984 (1984), dirigida por Michael Radford y basada en la novela homónima del escritor británico George Orwell.
El actor falleció el 5 de agosto de 1984 a los 58 años de edad, en el hospital cantonal de Ginebra, cuando los médicos intentaban practicarle una intervención quirúrgica, para eliminar el coágulo de sangre formado por un derrame cerebral. Sus restos mortales fueron enterrados en la ciudad suiza de Celigny, cumpliendo así su deseo y donde Burton vivió durante 24 años.
En 2013 se le dedicó una Estrella en el Paseo de la Fama de Hollywood.

## Vida privada

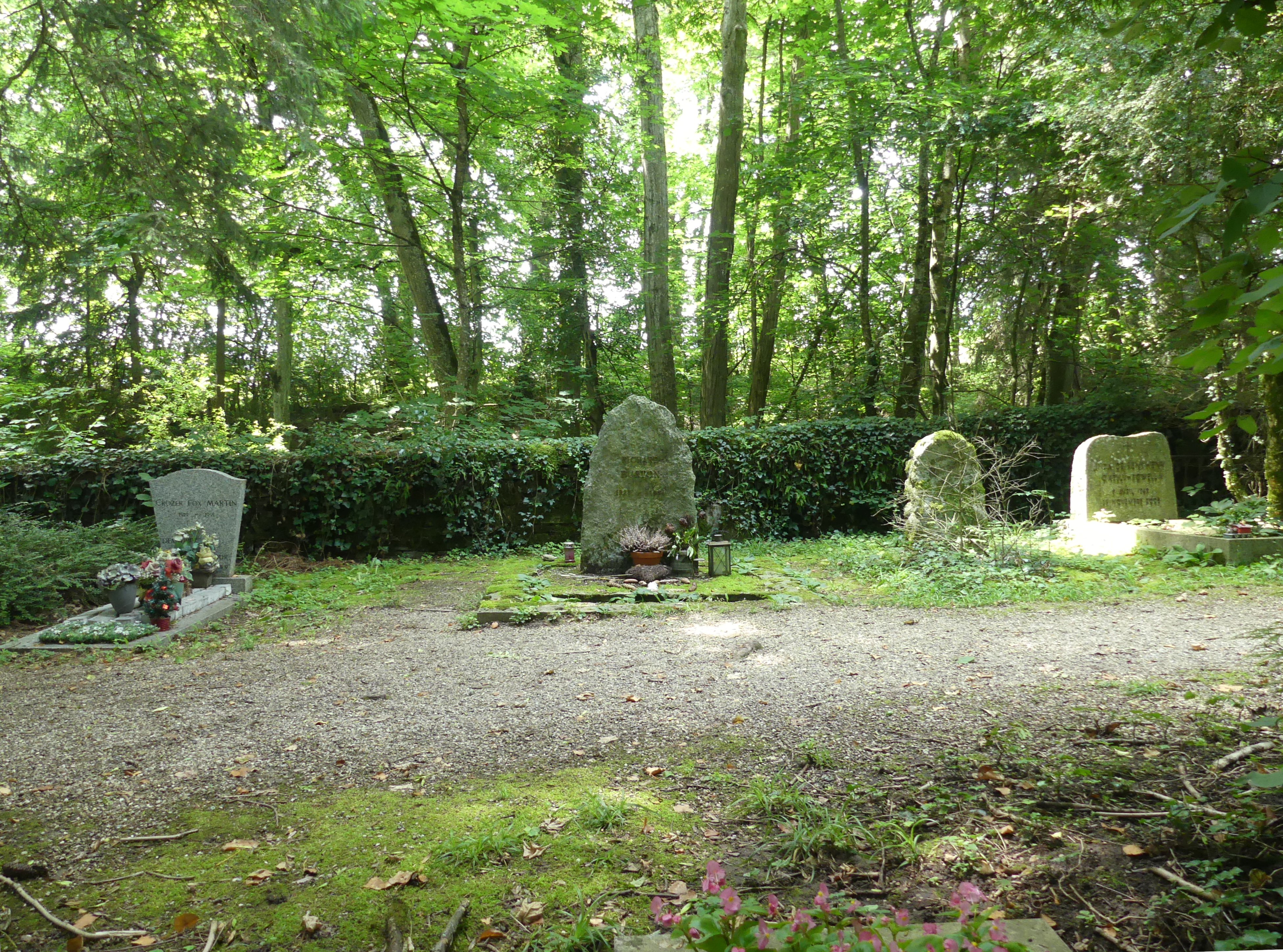
La tumba de Burton en el antiguo cementerio de Celigny

En 1947 conoció a su futura esposa, la joven actriz Sybil Williams, con la que se casó en febrero de 1949. Tuvieron dos hijas, pero se divorciarían en 1963 a raíz del escandaloso idilio que él inició con Elizabeth Taylor durante el rodaje de Cleopatra.
Se casó dos veces con la misma persona y amor de su vida, Elizabeth Taylor: contrajeron matrimonio por primera vez en 1964, se divorciaron diez años después, volvieron a casarse en octubre de 1975, y nuevamente se divorciaron ocho meses después. Vivieron una tormentosa relación con violentas peleas. Se sabe también que él obsequiaba a Liz múltiples joyas, como la Perla Peregrina y el diamante Taylor-Burton.
Junto a Elizabeth Taylor, Steve McQueen y a Sharon Tate (esta última asesinada), estuvo en la lista de celebridades designadas para ser asesinadas por la secta de Charles Manson. De dicha lista, no sobrevive ninguno después de la muerte natural de Liz Taylor en marzo de 2011.

## Filmografía
| Año  | Película                         | Director                                 |
| ---- | -------------------------------- | ---------------------------------------- |
| 1949 | The Last Days of Dolwyn          | Emlyn Williams                           |
| 1952 | Mi prima Raquel                  | Henry Koster                             |
| 1953 | The Robe                         | Henry Koster                             |
| 1953 | Las ratas del desierto           | Robert Wise                              |
| 1955 | Las lluvias de Ranchipur         | Jean Negulesco                           |
| 1956 | Alejandro Magno                  | Robert Rossen                            |
| 1957 | Amarga victoria                  | Nicholas Ray                             |
| 1958 | Mirando hacia atrás con ira      | Tony Richardson                          |
| 1959 | The Bramble Bush                 | Daniel Petrie                            |
| 1962 | El día más largo                 | Ken Annakin Andrew Marton Bernhard Wicki |
| 1963 | Cleopatra                        | Joseph L. Mankiewicz                     |
| 1964 | Becket                           | Peter Glenville                          |
| 1964 | La noche de la iguana            | John Huston                              |
| 1965 | The Sandpiper                    | Vincente Minnelli                        |
| 1965 | El espía que surgió del frío     | Martin Ritt                              |
| 1966 | Who's Afraid of Virginia Woolf?  | Mike Nichols                             |
| 1967 | The Taming of the Shrew          | Franco Zeffirelli                        |
| 1967 | Doctor Fausto                    | Richard Burton Nevill Coghill            |
| 1967 | Los comediantes                  | Peter Glenville                          |
| 1968 | Boom!                            | Joseph Losey                             |
| 1968 | Where Eagles Dare                | Brian G. Hutton                          |
| 1969 | Ana de los mil días              | Charles Jarrott                          |
| 1969 | La escalera                      | Stanley Donen                            |
| 1971 | Comando en el desierto           | Henry Hathaway                           |
| 1972 | El asesinato de Trotsky          | Joseph Losey                             |
| 1972 | Barba Azul                       | Edward Dmytryk                           |
| 1973 | Se divorcia él, se divorcia ella |                                          |
| 1973 | Muerte en Roma                   | George P. Cosmatos                       |
| 1973 | La quinta ofensiva               | Stipe Delic                              |
| 1974 | Breve encuentro                  | Alan Bridges                             |
| 1974 | El viaje                         | Vittorio de Sica                         |
| 1974 | El hombre del clan               | Terence Young                            |
| 1977 | Exorcista II: El Hereje          | John Boorman                             |
| 1977 | Equus                            | Sidney Lumet                             |
| 1978 | Alarma Catástrofe                | Jack Gold                                |
| 1978 | Absolución                       | Anthony Page                             |
| 1978 | The Wild Geese                   | Andrew V. McLaglen                       |
| 1979 | Cerco Roto                       |                                          |
| 1980 | Círculo de dos                   | Jules Dassin                             |
| 1983 | Wagner                           |                                          |
| 1984 | 1984                             | Michael Radford                          |

## Teatro
| - Measure for Measure (1944) - Druid's Rest (1944) - Castle Anna (1948) - The Lady's Not for Burning (1949) - A Phoenix Too Frequent (1950) - The Boy With A Cart (1950) - Legend of Lovers (1951) - The Tempest (1951) - Henry V (1951) - Montserrat (1952) - The Tempest (1953) - The Life and Death of King John (1953) - Hamlet (1953) - Coriolanus (1953) | - Hamlet (1953) - Twelfth Night (1953) - Henry V (1955) - Othello (1956) - Sea Wife (1957) - Time Remembered (1957) - Camelot (1960) - Hamlet (1964) - A Poetry Reading (1964) - Doctor Faustus (1966) - Equus (1976) - War of the Worlds (1978) - Camelot (1980) - Private Lives (1983) |

## Premios y distinciones
Premios Óscar
| Año  | Categoría              | Película                        | Resultado |
| ---- | ---------------------- | ------------------------------- | --------- |
| 1953 | Mejor actor de reparto | Mi prima Raquel                 | Nominado  |
| 1954 | Mejor Actor            | La túnica sagrada               | Nominado  |
| 1965 | Mejor Actor            | Becket                          | Nominado  |
| 1966 | Mejor Actor            | El espía que surgió del frío    | Nominado  |
| 1967 | Mejor Actor            | Who's Afraid of Virginia Woolf? | Nominado  |
| 1969 | Mejor Actor            | Ana de los mil días             | Nominado  |
| 1978 | Mejor Actor            | Equus                           | Nominado  |